# Ramsbeck

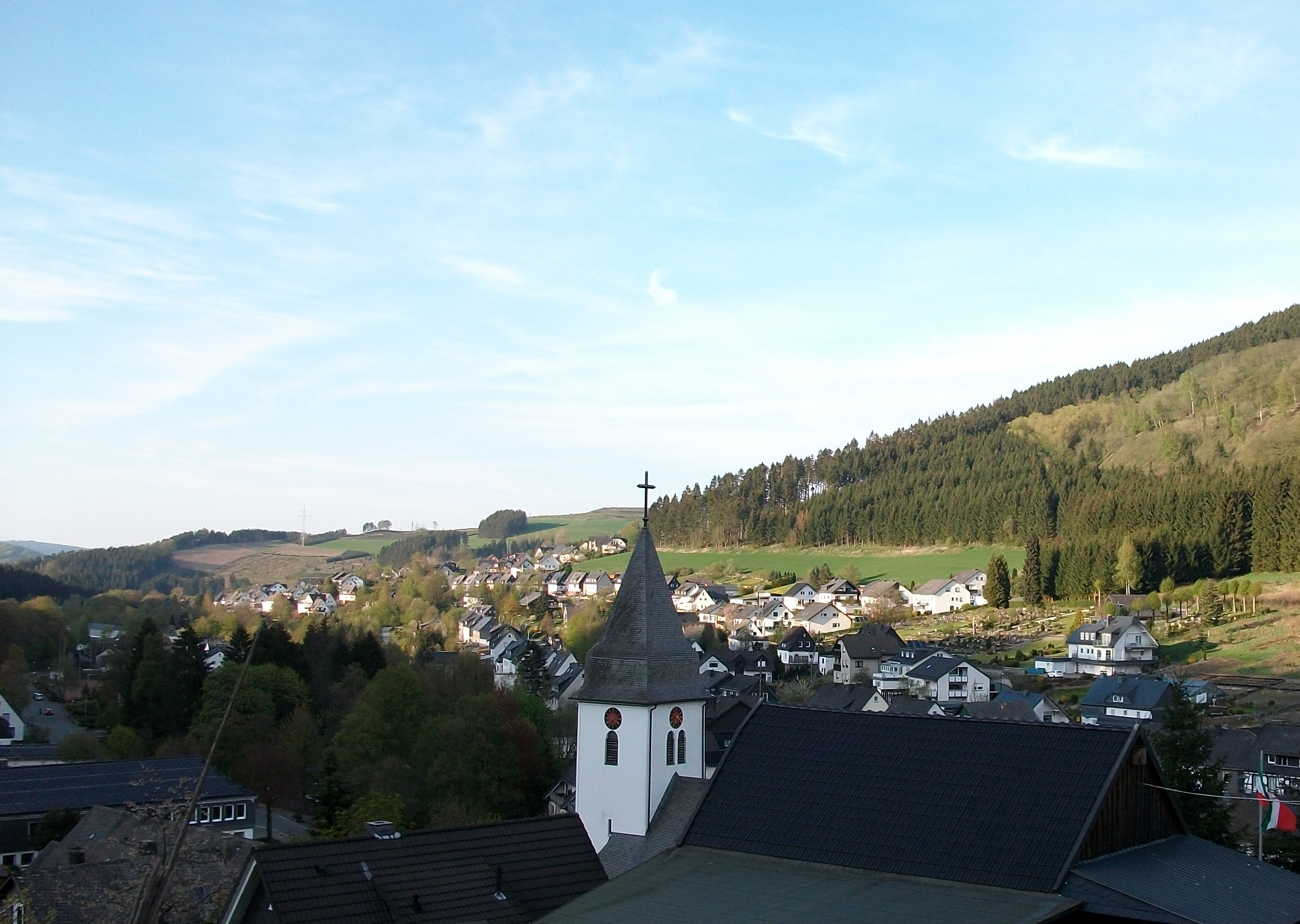
Blick auf Ramsbeck

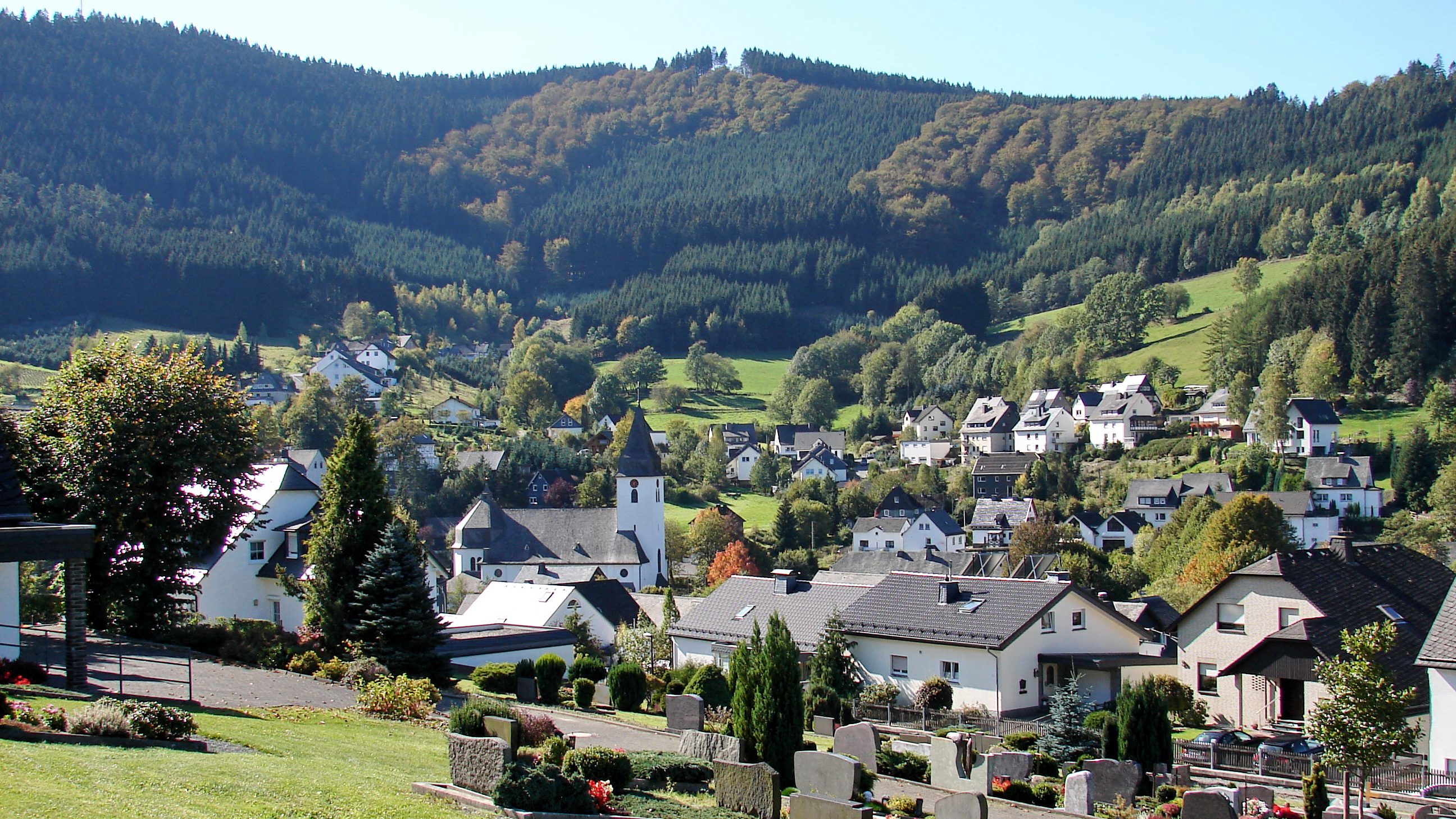
Ortsansicht

Ramsbeck ist ein Ortsteil der Gemeinde Bestwig, Nordrhein-Westfalen, Deutschland und liegt im Valmetal. Im Januar 2020 hatte Ramsbeck 1393 Einwohner. Geprägt war der Ort von der Mitte des 19. Jahrhunderts bis in die zweite Hälfte des 20. Jahrhunderts vom Blei- und Zinkbergbau. Er ist heute ein staatlich anerkannter Erholungsort.

## Geschichte
Entstanden ist Ramsbeck vermutlich im 9. oder 10. Jahrhundert. Erstmals urkundlich erwähnt wurde der Ort in der zweiten Hälfte des 14. Jahrhunderts. Randsbeke (Ramsbeck) wird unter der Curtis Wedestapel (Haupthof Wehrstapel) erwähnt.
Seit 1984/1985 ist Ramsbeck Namensgeber für das erstmals in der Grube Bastenberg entdeckte Mineral Ramsbeckit.

## Verwaltungsgeschichte

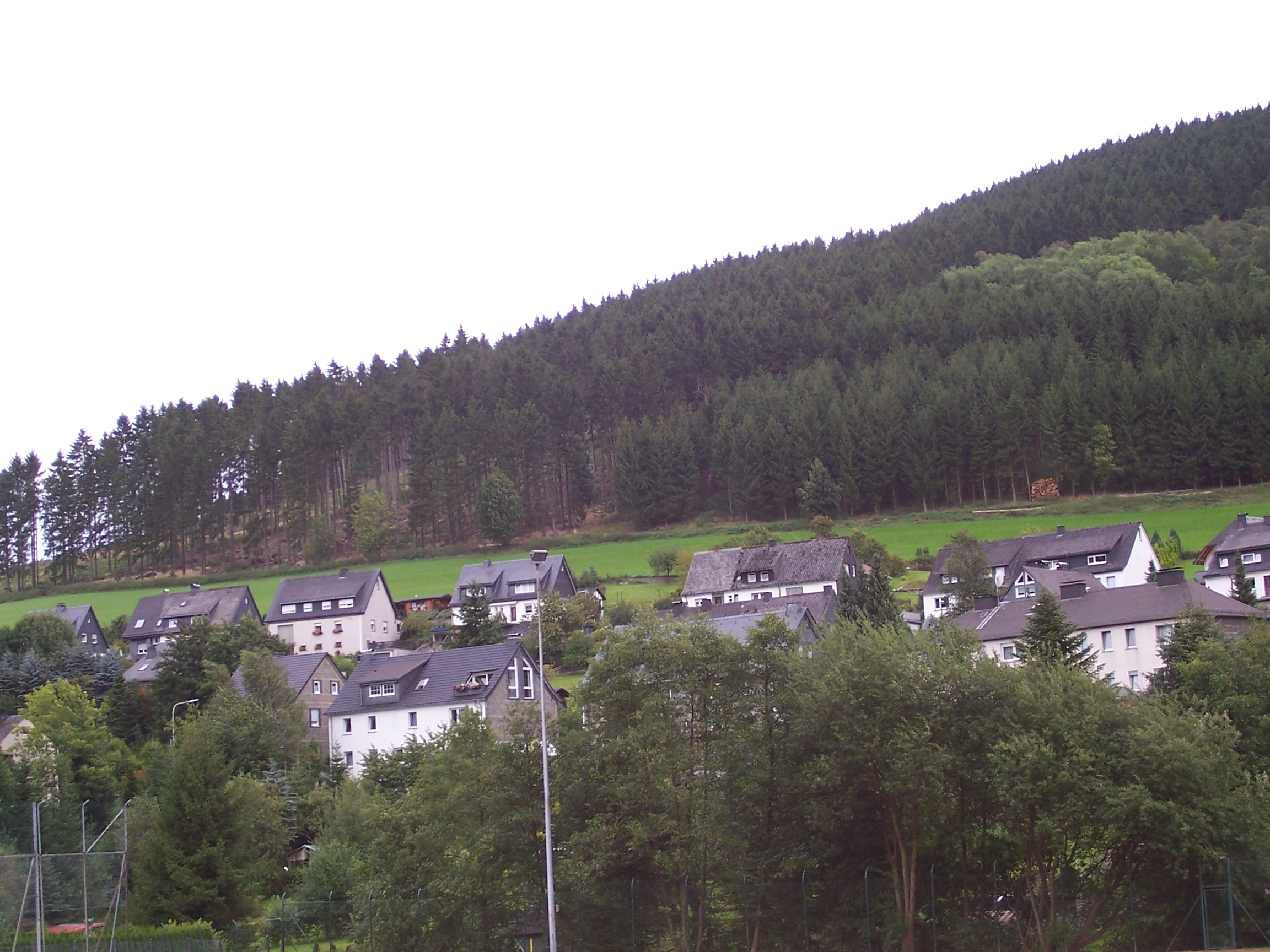
Blick auf Genossenschaftssiedlung in Ramsbeck

Die Gemeinde Ramsbeck wurde in der Zeit zwischen 1858 und 1871 aus Teilen der Gemeinde Velmede neu gebildet. Am 1. April 1910 wurde Berlar eingemeindet. Auch Teile der Gemeinden Gevelinghausen und Heringhausen wurden eingegliedert. Bei der kommunalen Gebietsreform am 1. Januar 1975 kam die Gemeinde bis auf 0,07 km², die an die neugebildete Stadt Olsberg abgegeben worden sind, zur neugebildeten Gemeinde Bestwig.

### Wappen
| Wappen der ehemaligen Gemeinde Ramsbeck | Blasonierung In Silber ein durchgehendes schwarzes Kreuz, überdeckt mit zum Andreaskreuz gestellten, goldgestielten schwarzen Schlägel und Eisen. Beschreibung Das schwarze Kreuz und Silber als Grundfarbe sind Ausdruck der früheren Zugehörigkeit zum Kurfürstentum Köln. Schlägel und Eisen symbolisieren den ortsansässigen Erzbergbau. Die amtliche Genehmigung des Wappens erfolgte am 24. März 1949. |

## Bergbau
→ Siehe auch: Bergbau im Sauerland

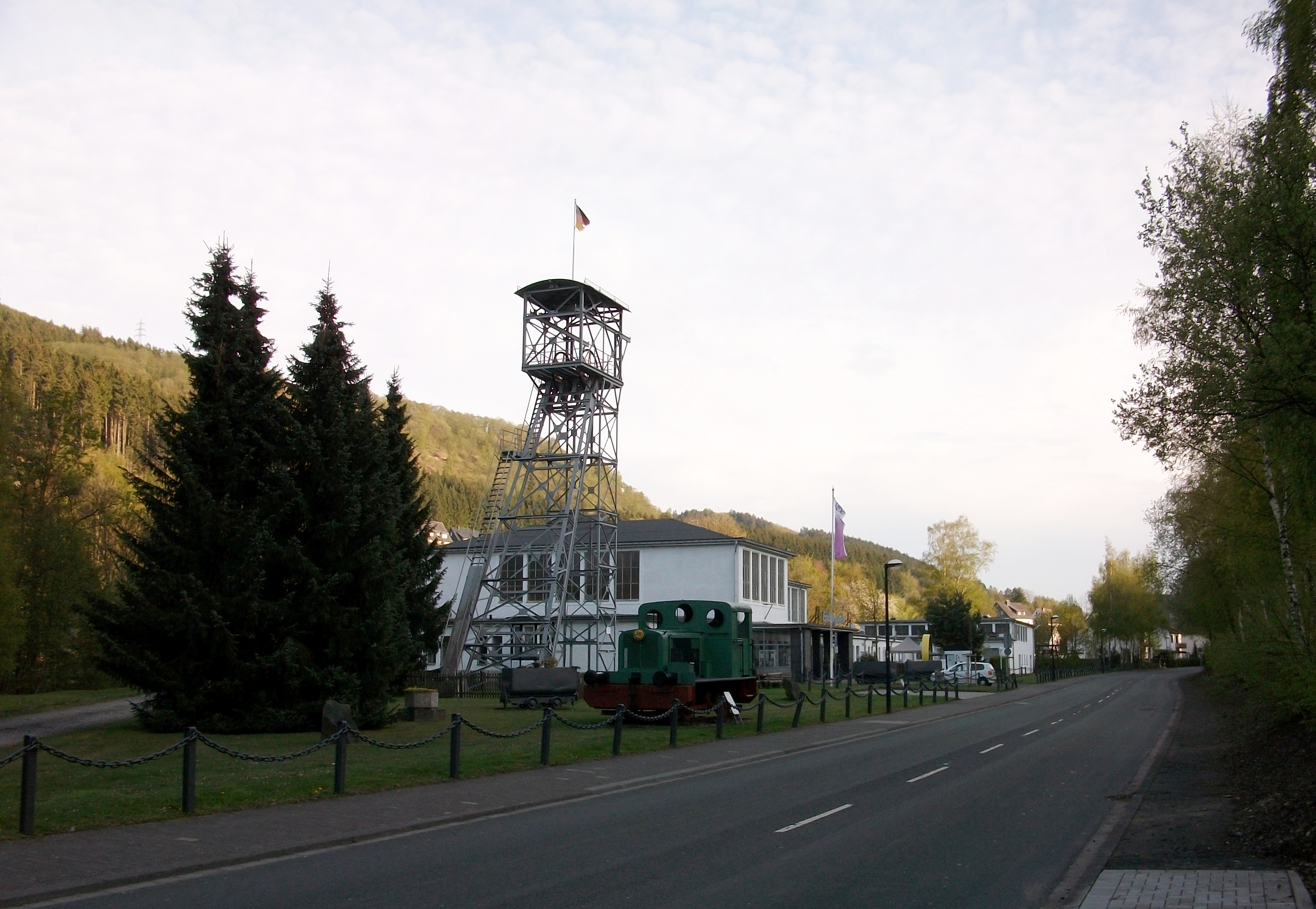
Erzbergwerk Ramsbeck

Erste archäologische Spuren des Bergbaus bei Ramsbeck stammen aus dem 10./11. Jahrhundert. Die historischen Quellen setzen erst im 16. Jahrhundert ein. Einen gewaltigen Aufschwung nahm er jedoch erst in der Mitte des 19. Jahrhunderts. Bis dahin war Ramsbeck eine kleine Weilersiedlung aus neun Bauernhöfen und einigen Kotten.
Erste Ansätze zu einem Aufschwung des Bergbaus ging von der Ramsbecker Gewerkschaft aus. Der Plan, Ramsbeck zum damals größten Industriekomplex der Metallgewinnung zu machen, führten 1854 zum Ausbau der Betriebsanlagen, von Gruben und Hüttenwerken durch die Stolberger Aktiengesellschaft für Bergbau, Blei- und Zinkfabrikation. Lag die Zahl der Beschäftigten 1853 bereits bei 453 Mann, war geplant, diese bis auf 1800 Mann aufzustocken. Erfahrene Bergleute wurden im Erzgebirge und im Königreich Sachsen angeworben. Die wichtigsten Gruben lagen am Dörnberg und am Bastenberg östlich bzw. westlich von Ramsbeck. Das Bergbauunternehmen baute zur Unterbringung eine der ersten Bergarbeitersiedlungen im Gebiet des heutigen Nordrhein-Westfalen. Neben neuen Gebäuden im Hauptort wurden mehrere Kolonien wie Andreasberg und Heinrichsdorf angelegt. In Ramsbeck entstanden in den beiden ersten Jahren 17 Häuser mit insgesamt 70 Wohnungen, in Andreasberg 35 Gebäude mit 140 Wohnungen, in Heinrichsdorf 9 Häuser mit 30 Wohnungen. Auch in einigen Dörfern der Umgebung wurden Wohnungen gebaut.
Die standardisierten Häuser in Andreasberg waren einstöckige Gruppenbauten mit einer Grundfläche 30,20 m × 8,56 m. Es handelte sich anfangs um Fachwerkbauten in Leichtbauweise, die der Witterung nicht gewachsen waren und bald saniert werden mussten.
Die Krise des Bergbauunternehmens und das Scheitern der großbetrieblichen Pläne kurze Zeit nach der Gründung führten zur Abwanderung zahlreicher Bergleute. Dadurch wurden Wohnungen frei. In der Folge wurden die Wohnflächen durch Zusammenlegung von Wohnungen deutlich vergrößert. Außerdem wurden Stallungen zur Haltung von Ziegen und anderem Vieh angebaut.
Auch wenn die Einwohnerzahl abhängig von der Bergbaukonjunktur schwankte, gehörte Ramsbeck lange Zeit zu dem am dichtesten besiedelten Teilen des Sauerlandes. Bis 1952 blieben die Wohnungen in Werksbesitz und gingen erst danach in den Besitz der bisherigen Mieter über. Neben den Wohnhäusern des Bergbauunternehmens entstanden bis dahin nur wenige Privatbauten.
Der Bergbau wurde 1975 eingestellt. Danach entwickelte sich Ramsbeck von einer Industriesiedlung zum Erholungsort.

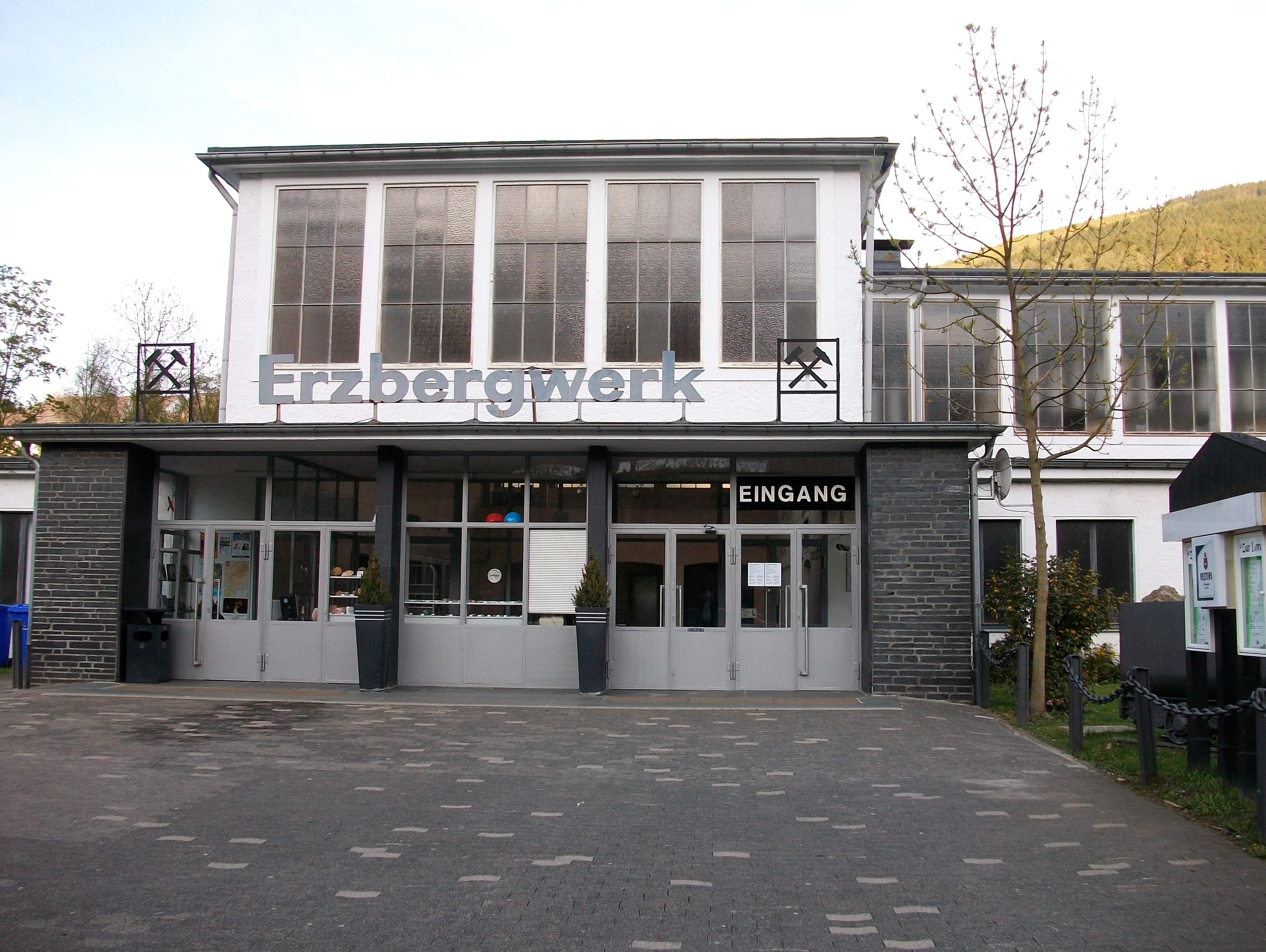
Eingang Erzbergwerk
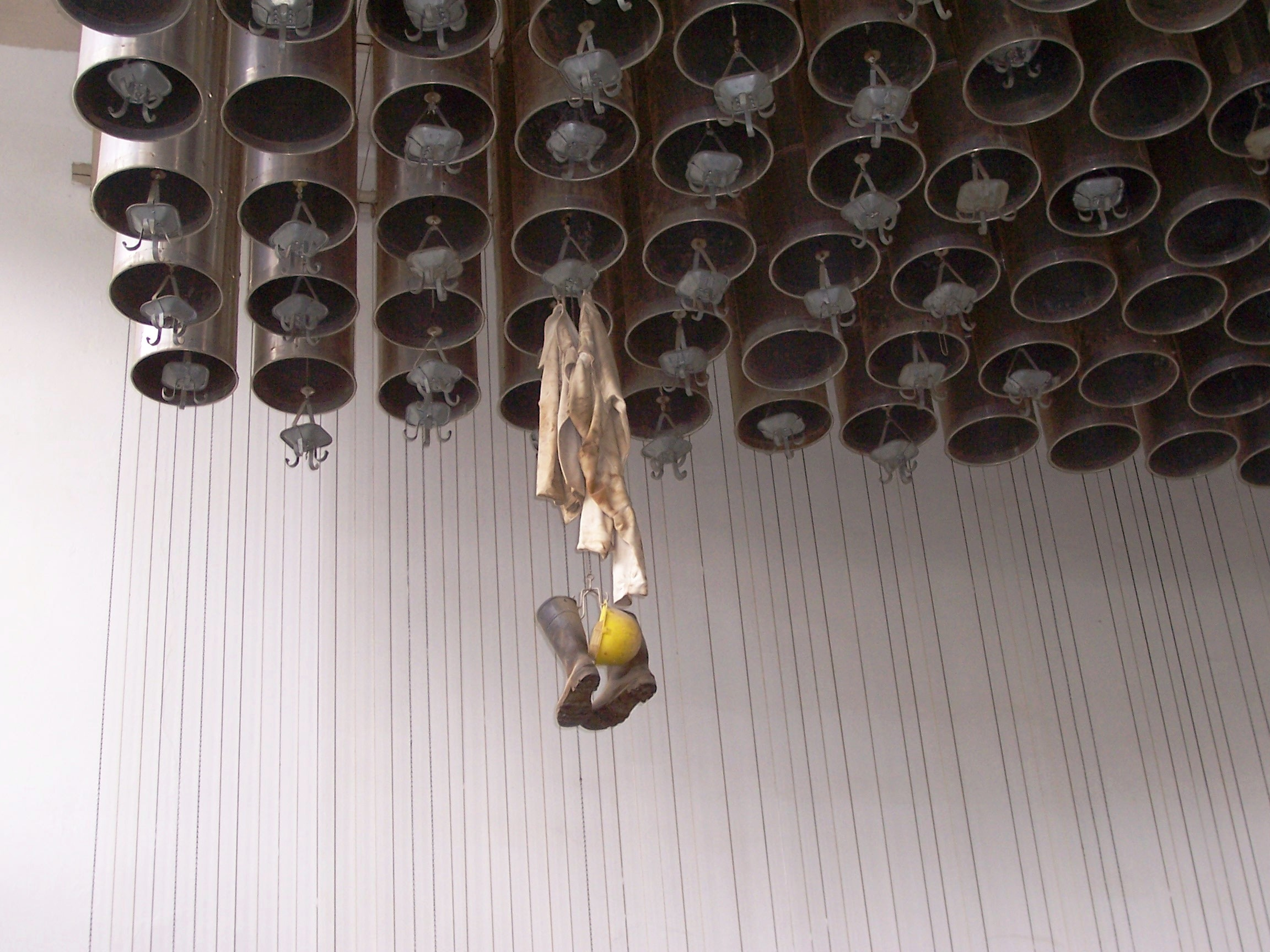
Waschkaue Erzbergwerk
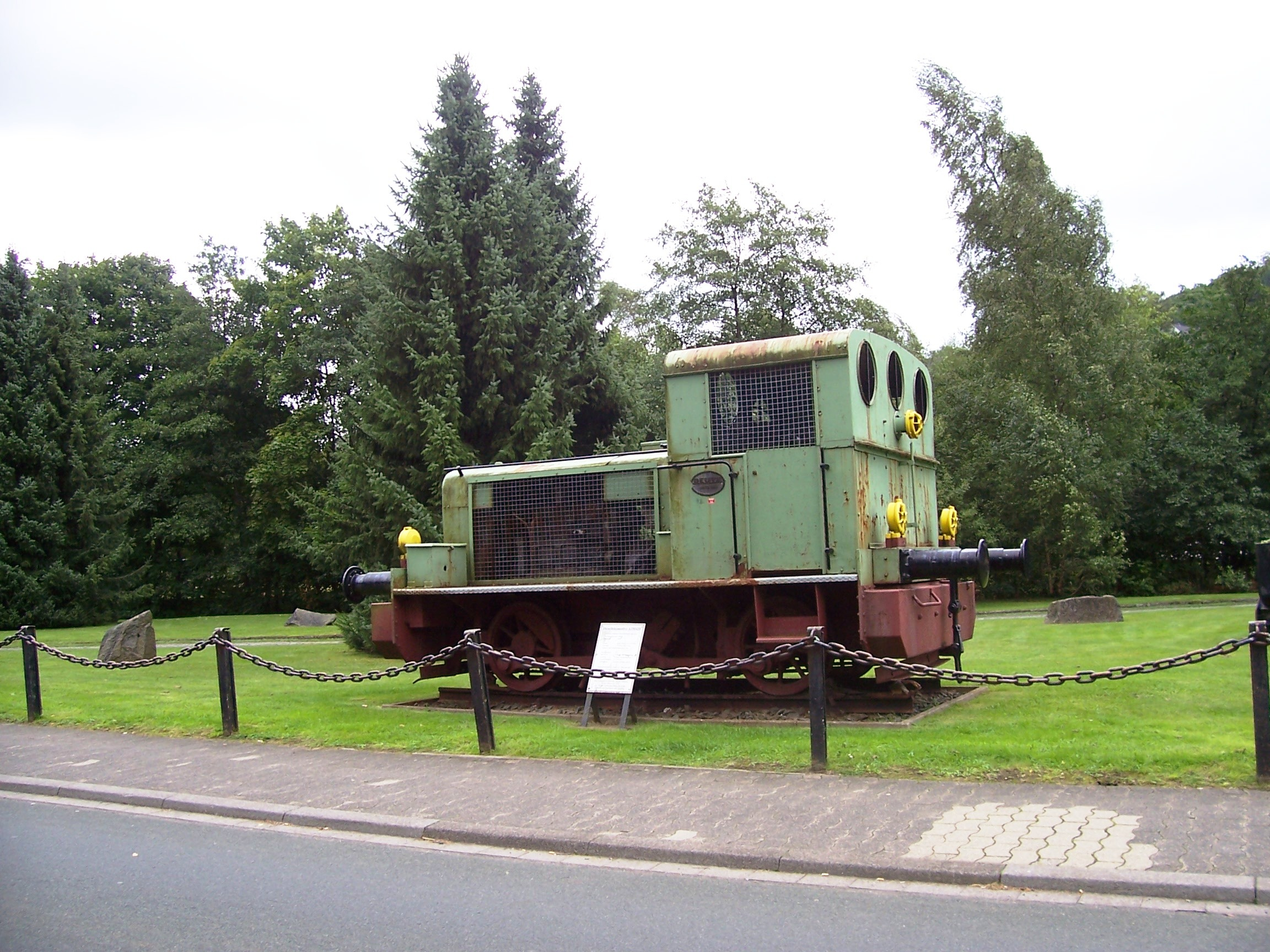
Lokomotive für den Erztransport
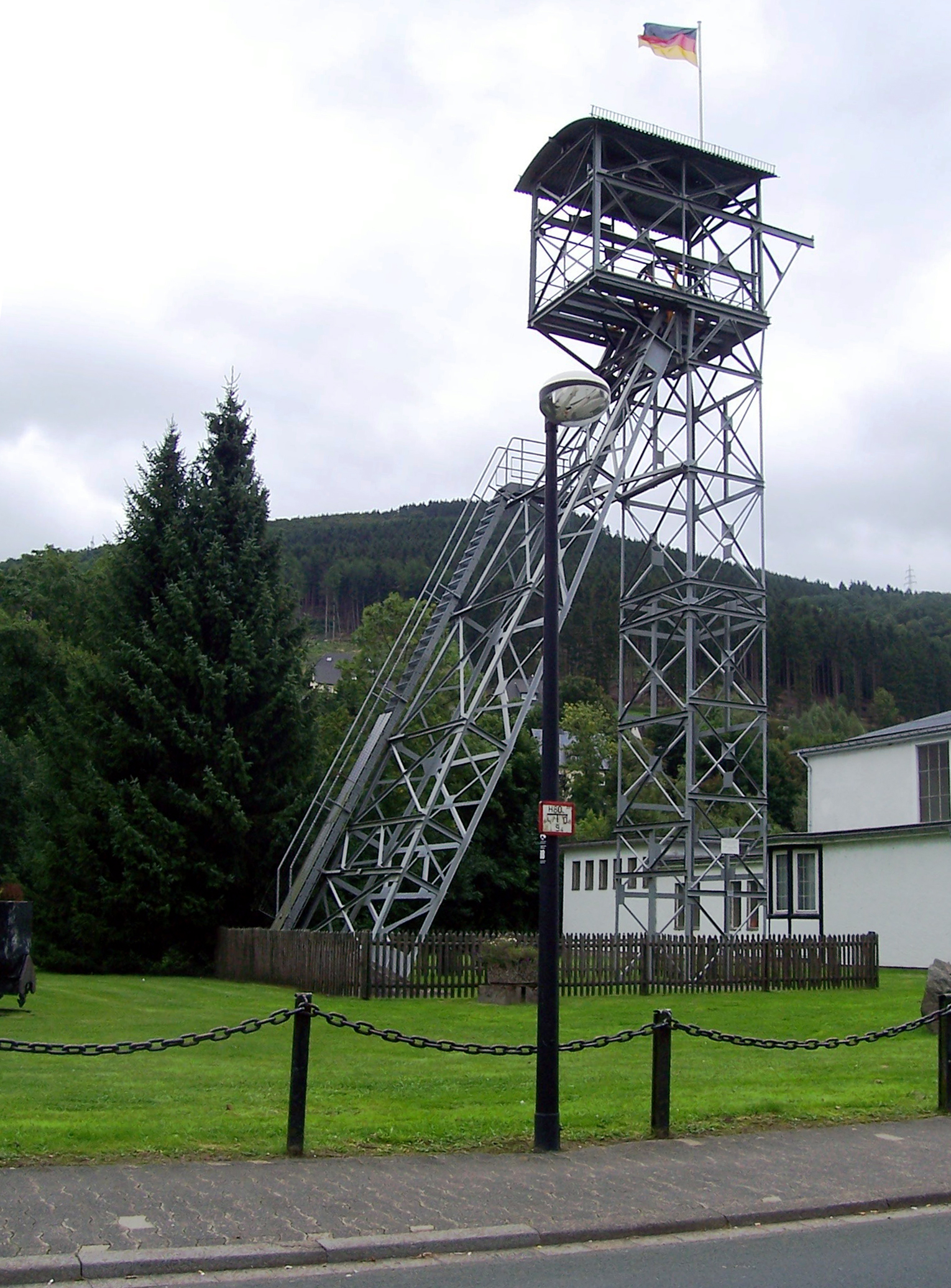
Förderturm Ramsbeck

## Religion
Mit der Zuwanderung von Bergleuten im 19. Jahrhundert kamen auch zahlreiche Protestanten in die ansonsten katholische geprägte Region. Es entstand dort eine der ersten evangelischen Gemeinden im ehemals kurkölnischen Sauerland. Kurz nach dem Bau der Bergarbeiterhäuser wirkte 1855 August Friedrich Georg Disselhoff als Hilfsprediger in Ramsbeck. In Ramsbeck gibt es die Yeni Cami (Neue Moschee).

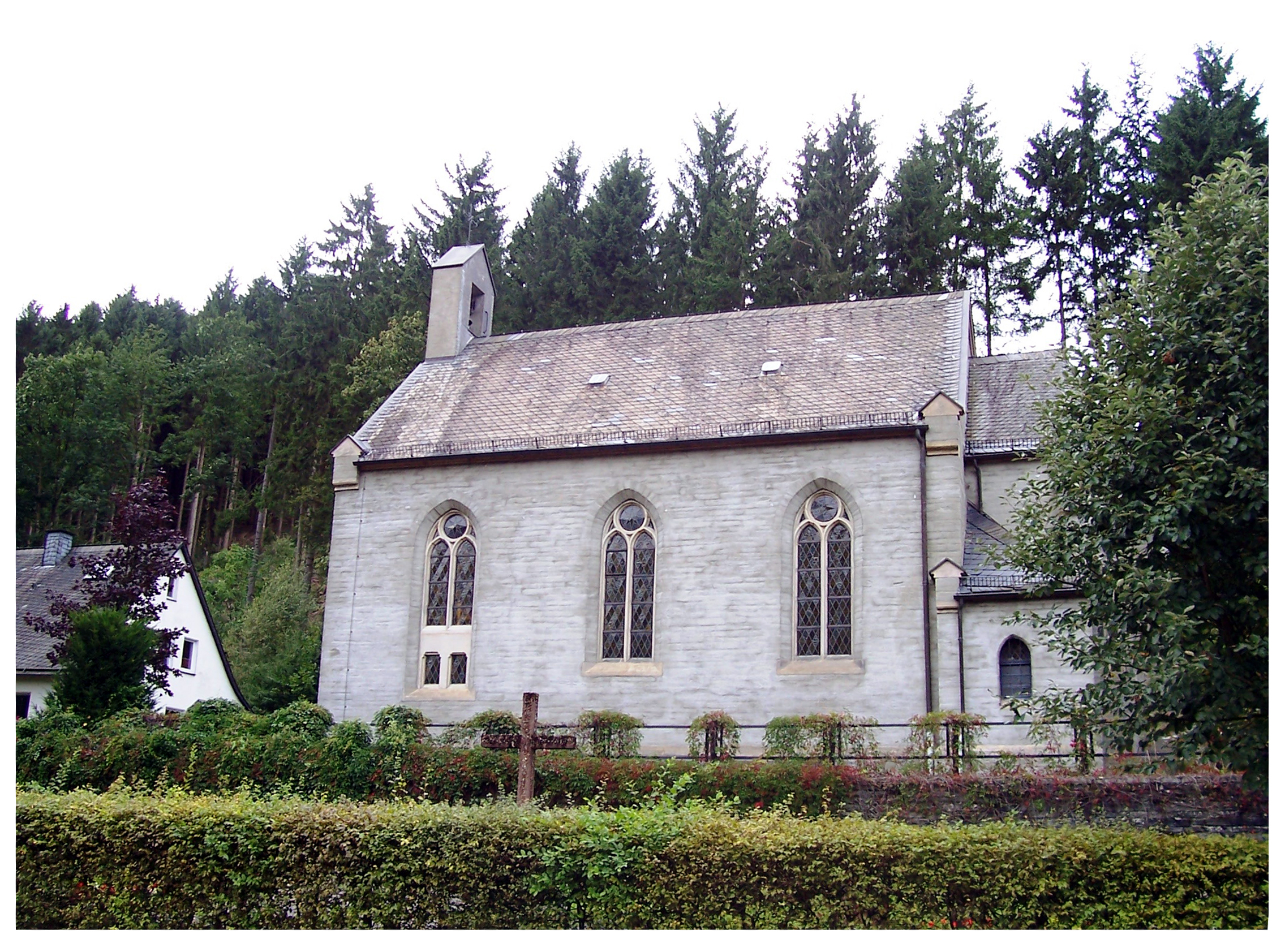
Evangelische Petruskirche (unter Denkmalschutz)
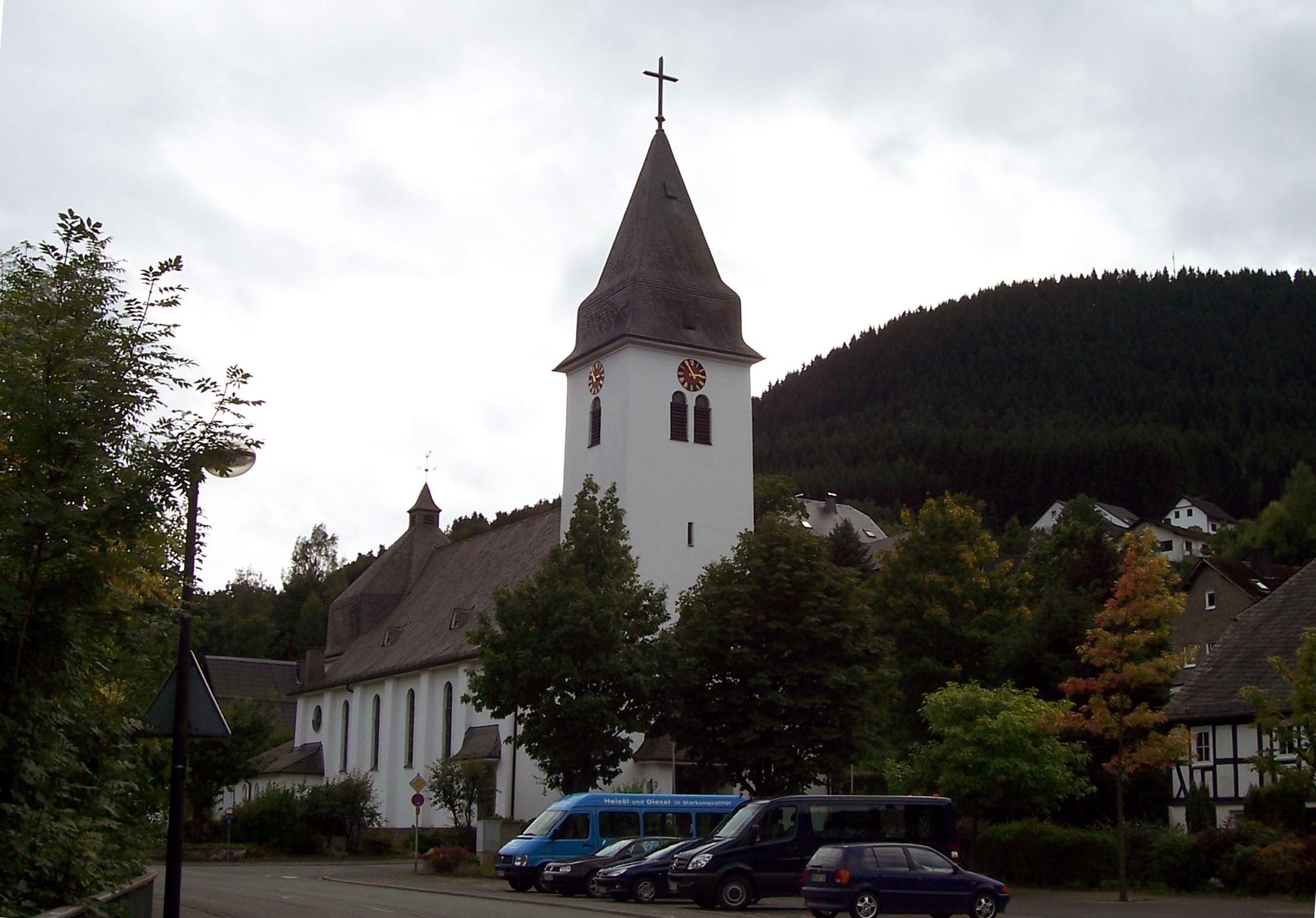
Katholische Kirche St. Margaretha

## Sehenswürdigkeiten
Eine Attraktion ist das Sauerländer Besucherbergwerk, das heute ein Bergbaumuseum und ein Besucherbergwerk ist. Viele Sehenswürdigkeiten liegen an dem 8 Kilometer langen Bergbauwanderweg rund um Ramsbeck. Der Abgaskamin am Bastenberg gilt als Wahrzeichen des Ortes.
Im Freizeitbereich ist das Fort Fun Abenteuerland, das etwa 4,5 Kilometer vom Zentrum entfernt liegt, ein Anziehungspunkt.
Die Alte Kornmühle Ramsbeck wurde erstmals 1603, und danach 1685 erwähnt. Sie wurde mit Wasserkraft betrieben, hergestellt wurde u. a. Mehl, Grieß, Schrot und Kleie aus verschiedenen Getreiden. Darüber hinaus wurde nach dem Zweiten Weltkrieg vorübergehend Holz gesägt sowie zeitweise eine Ölmühle betrieben.
Heute wird sie als Schaumühle betrieben und kann für Führungen gebucht werden.
Das zweitälteste Gebäude im Ort ist der Junkern Hof von 1744.
Die Plästerlegge ist der höchste natürliche Wasserfall in Nordrhein-Westfalen.
→ Siehe auch: Liste der Baudenkmäler in Bestwig, Liste der Bodendenkmäler in Bestwig

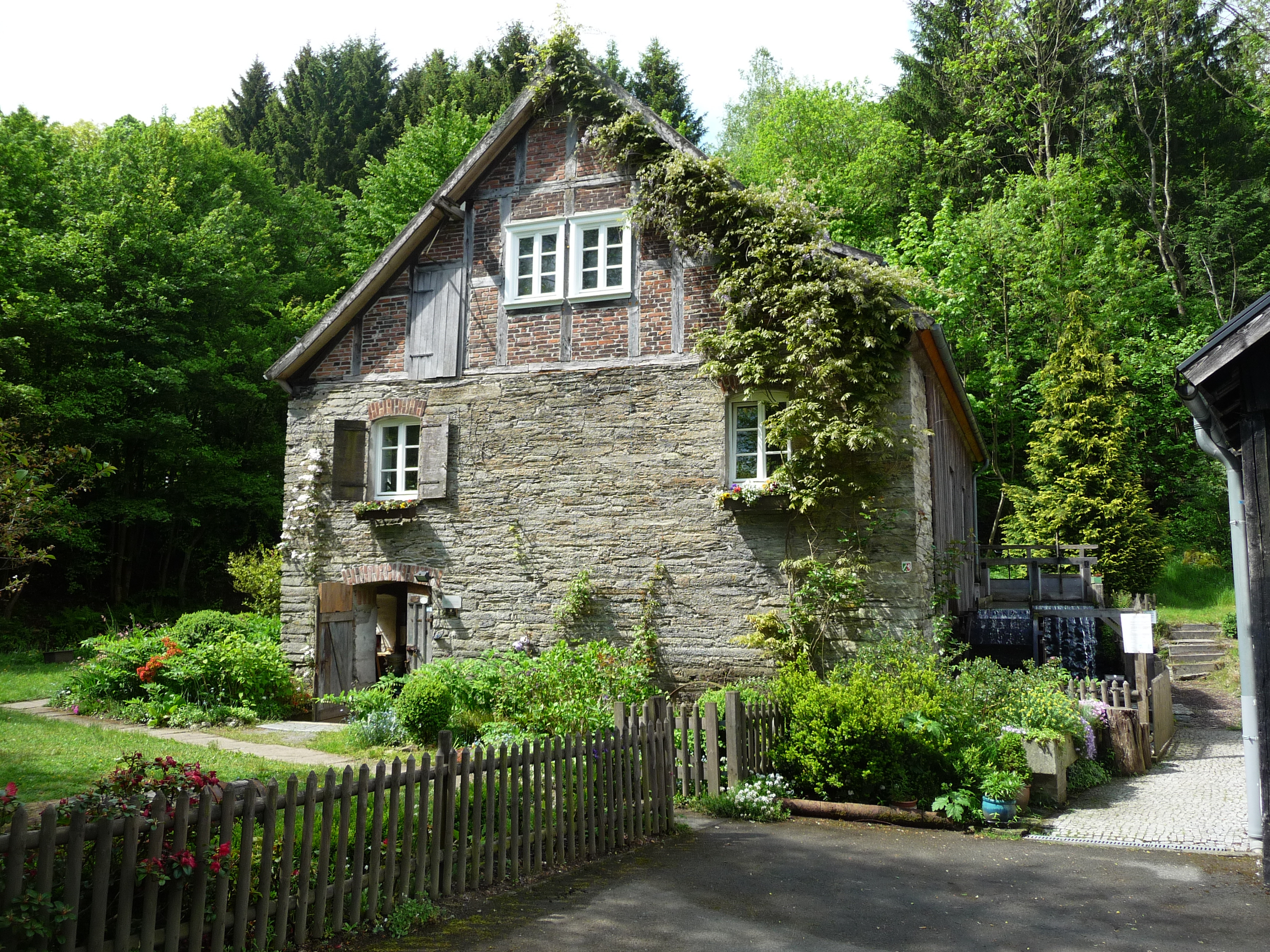
Die Alte Kornmühle Ramsbeck
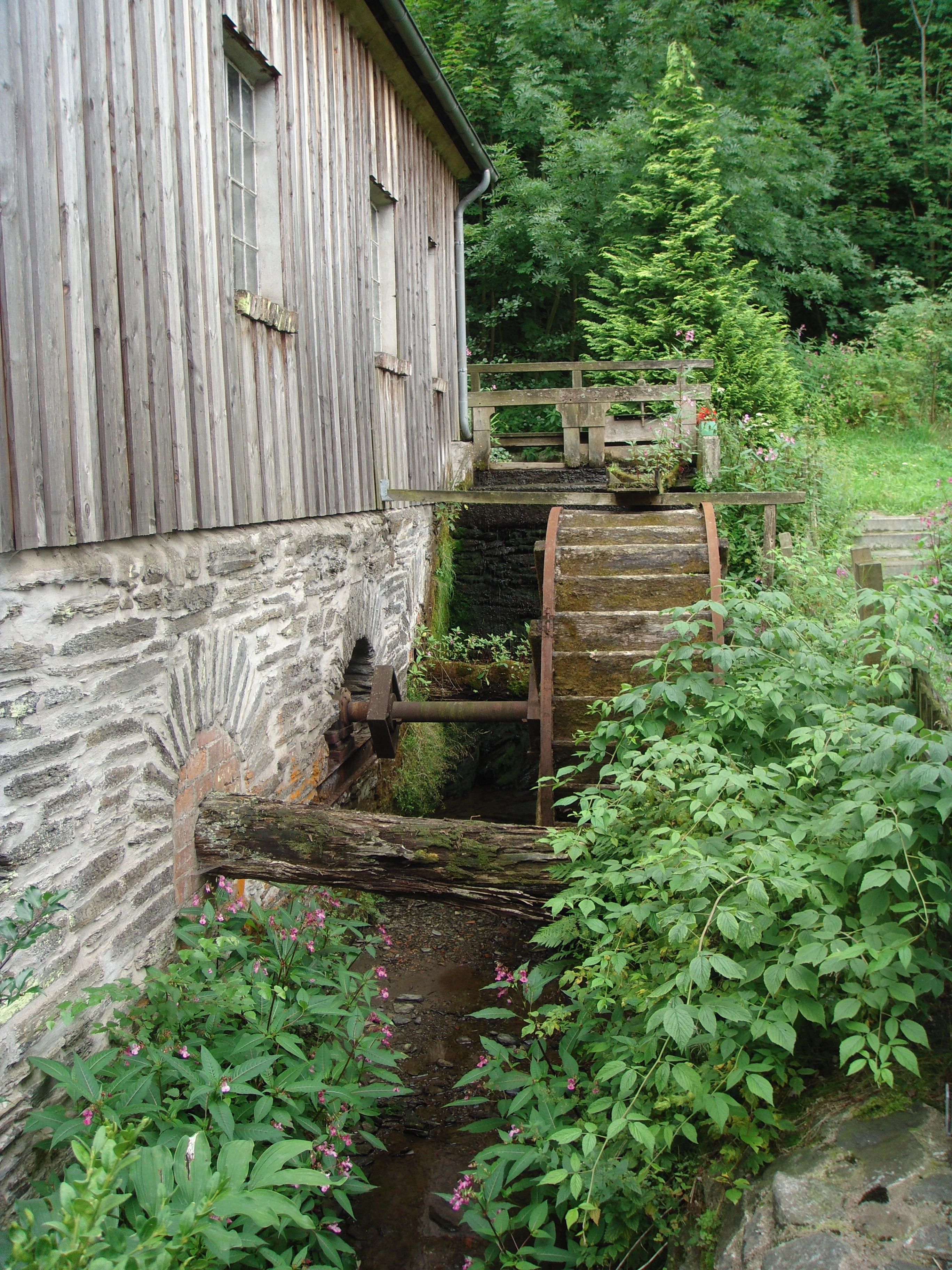
Ramsbecker Kornmühle vor der Restaurierung
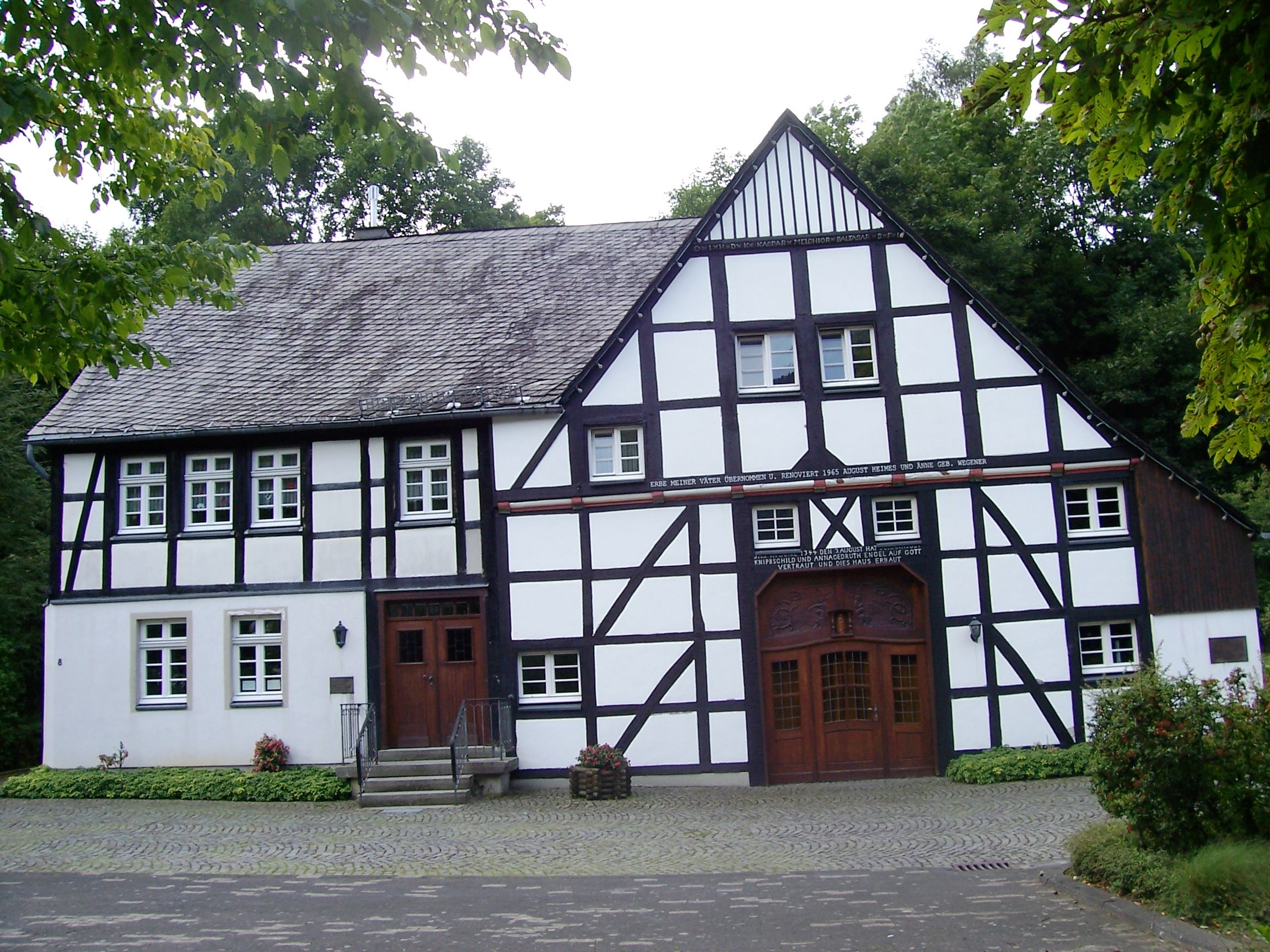
Junkern Hof von 1744
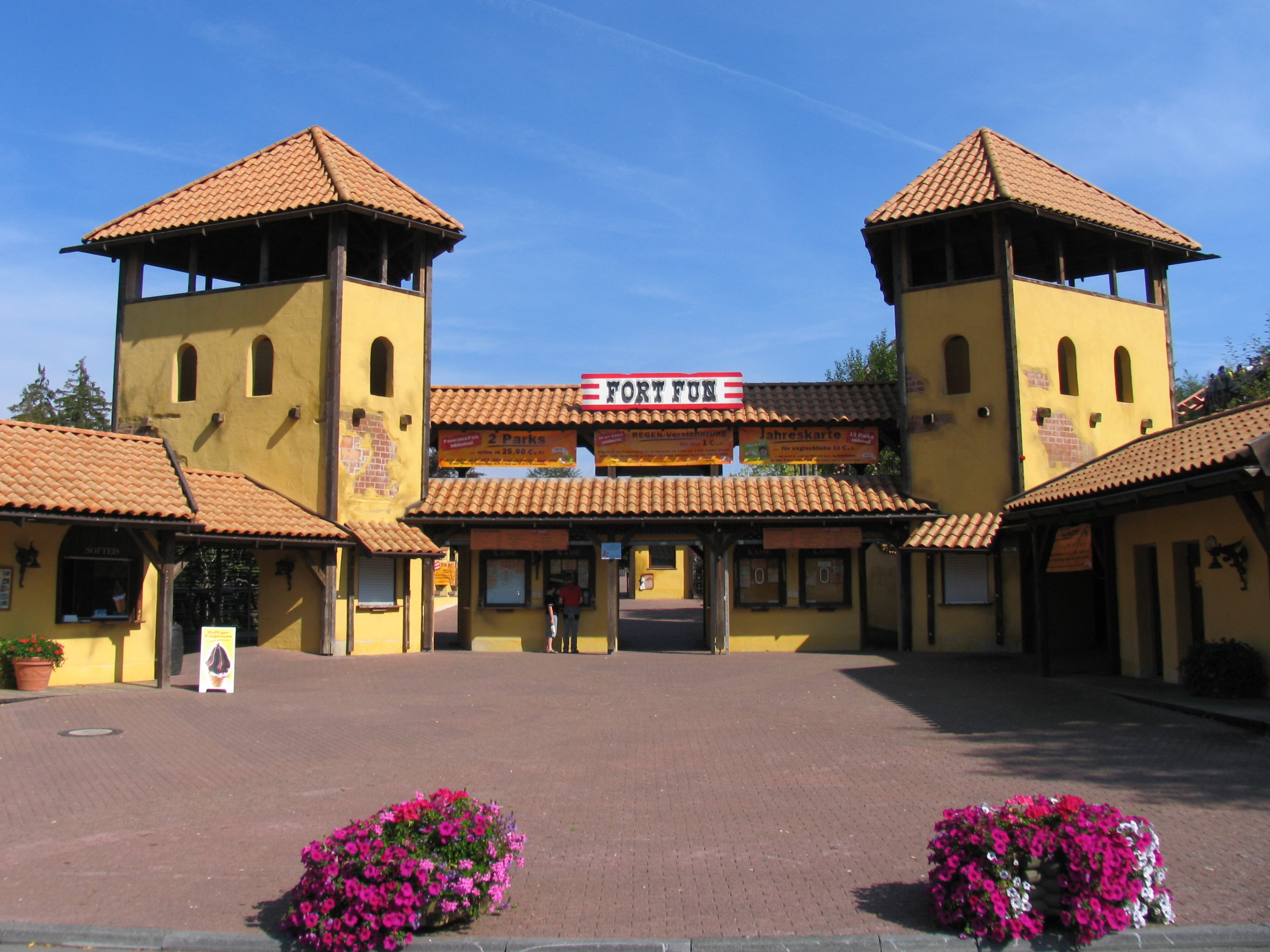
Eingang zum Fort Fun Abenteuerland
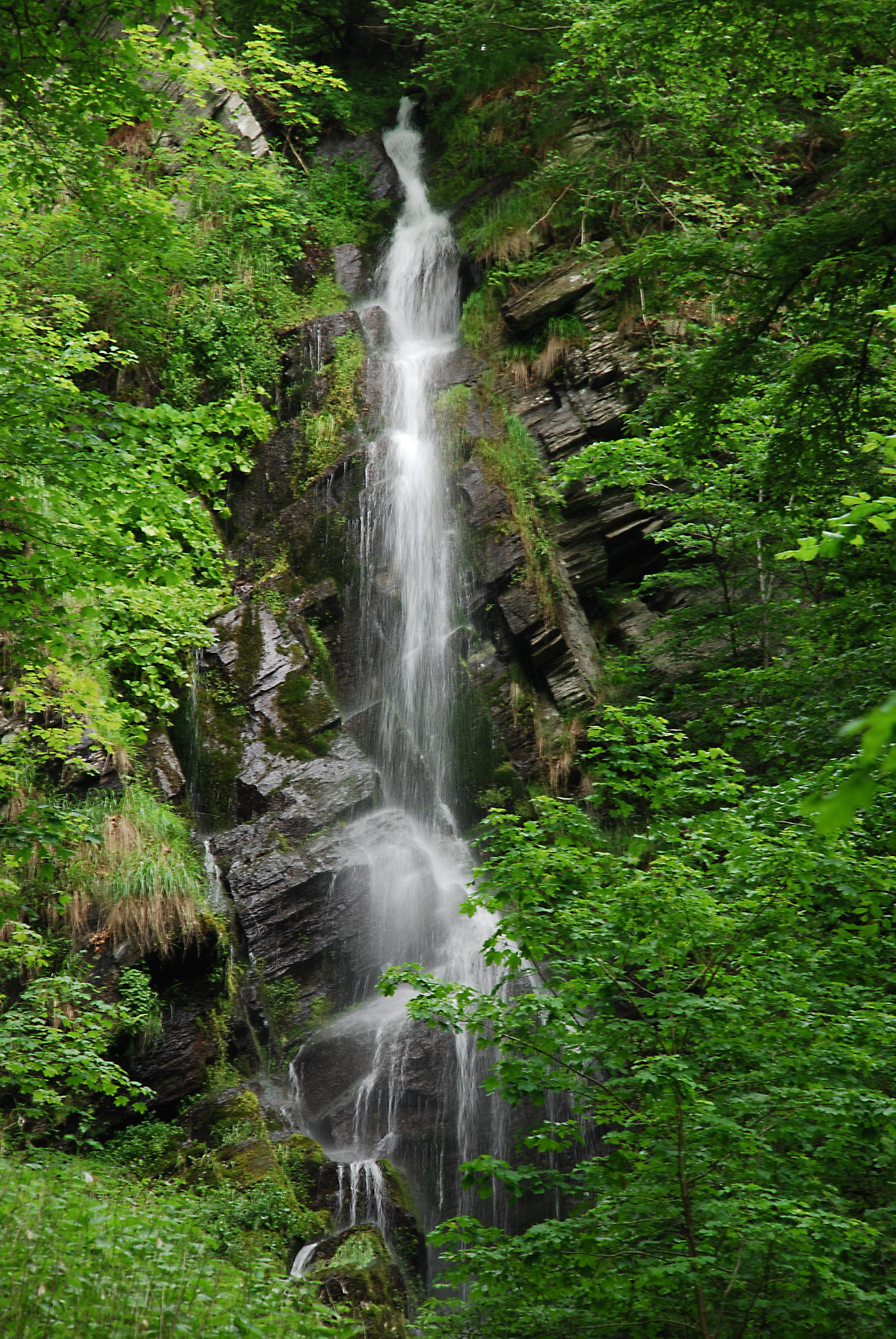
Plästerlegge, Gesamtansicht

## Ehrenbürger
- Wilhelmine Lübke  (* 9. Mai 1885 in Ramsbeck; † 3. Mai 1981 in Bonn), in Ramsbeck geboren und Ehefrau des Bundespräsidenten Heinrich Lübke wurde 1964 Ehrenbürgerin der Gemeinde[10]

## Personen
- Hans-Jürgen Albers (* 21. Oktober 1943 Ramsbeck) ist ein Ökonom und Pädagoge. Er war Professor an der Universität Stuttgart und Rektor der Pädagogischen Hochschule Schwäbisch Gmünd
- August Beule (* 27. November 1867 in Elpe; † 24. Dezember 1923 in Ramsbeck) war Schuhmachermeister und Poet in Ramsbeck
- Matthias Droste (* 24. Oktober 1792 in Ramsbeck; † 17. November 1864 in Grafschaft) war Pfarrer zu Grafschaft und Dechant des Dekanates Wormbach.
- Franz Hoffmeister (* 22. März 1898 in Ramsbeck; † 27. März 1943 in Schmallenberg-Holthausen), römisch-katholischer Priester und Gründer des Sauerländer Heimatbundes
- Rudolf Ruer (* 30. September 1865 in Ramsbeck; † 1. August 1938 in Aachen), deutscher Chemiker, wurde in Ramsbeck geboren.
- Gertrud Savelsberg (* 3. Februar 1899 in Ramsbeck; † 5. August 1984 in Kiel), deutsche Sozialwissenschaftlerin und stellvertretende Direktorin der Bibliothek des Instituts für Weltwirtschaft in Kiel.
- Peter Kemper (* 28. Juni 1950 in Ramsbeck), deutscher Journalist und Autor, wurde in Ramsbeck geboren.
- Franky Kubrick (* 17. November 1980 in Ramsbeck), deutscher Rapper, ist in Ramsbeck geboren und aufgewachsen.

## Persönlichkeiten, die vor Ort gewirkt haben
- Werner Adolph Schupmann (* 19. März 1815 in Borgholz; † 16. März 1879 in Ramsbeck) war erster Pfarrer in Ramsbeck.
- Hans Max Philipp von Beust (* 25. Mai 1820 Moderwitz; † 1889) war zur Zeit des Bergbaubooms der 1850er Jahre Betriebs- und Fabrikdirektor in Ramsbeck.
- August Disselhoff (* 25. November 1829 in Soest; † 9. März 1903 in Allstedt) war ein evangelischer Geistlicher und ab 1855 Hilfsprediger in der Gemeinde Ramsbeck-Andreasberg.
- Wilhelm Seel (* 15. August 1816 in Siegen; † 15. August 1875 in Ramsbeck) war Berg- und Hüttenwerksdirektor in Ramsbeck.
- Carl Haber (* 8. Januar 1833 in Worbis; † 17. Mai 1914 in Bonn) war Berg- und Hüttenwerksdirektor in Ramsbeck.